# Leichtathletik-Weltmeisterschaften 2017/Teilnehmer (Tschechien)
| Gelbes Symbol für Goldmedaillen mit stilisierten Olympischen Ringen | Graues Symbol für Silbermedaillen mit stilisierten Olympischen Ringen | Braundes Symbol für Bronzemedaillen mit stilisierten Olympischen Ringen |
| ------------------------------------------------------------------- | --------------------------------------------------------------------- | ----------------------------------------------------------------------- |
| 1                                                                   | 1                                                                     | 1                                                                       |

Von Tschechien wurden 15 Athletinnen und zwölf Athleten für die Leichtathletik-Weltmeisterschaften 2017 in London nominiert.

## Ergebnisse

### Frauen

#### Laufdisziplinen
| Athletin              | Disziplin        | Vorlauf      | Vorlauf | Halbfinale | Halbfinale | Finale             | Finale             |
| Athletin              | Disziplin        | Zeit         | Platz   | Zeit       | Platz      | Zeit               | Platz              |
| --------------------- | ---------------- | ------------ | ------- | ---------- | ---------- | ------------------ | ------------------ |
| Simona Vrzalová       | 1500 m           | DNF          | DNF     | –––        | –––        | –––                | –––                |
| Lucie Sekanová        | 3000 m Hindernis | 10:09,67 min | 37      |            |            | nicht qualifiziert | nicht qualifiziert |
| Zuzana Hejnová        | 400 m Hürden     | 55,05 s      | 4       | 54,59 s    | 1          | 54,20 s SB         | 4                  |
| Denisa Rosolová       | 400 m Hürden     | 55,41 s SB   | 10      | 56,40 s    | 17         | nicht qualifiziert | nicht qualifiziert |
| Anežka Drahotová      | 20 km Gehen      |              |         |            |            | DNF                | DNF                |
| Eva Vrabcová-Nývltová | Marathon         |              |         |            |            | 2:29:56 h PB       | 14                 |

#### Sprung/Wurf
| Athletin            | Disziplin      | Qualifikation | Qualifikation | Finale             | Finale             |
| Athletin            | Disziplin      | Weite/Höhe    | Platz         | Weite/Höhe         | Platz              |
| ------------------- | -------------- | ------------- | ------------- | ------------------ | ------------------ |
| Michaela Hrubá      | Hochsprung     | 1,92 m        | 10            | 1,92 m             | 11                 |
| Romana Maláčová     | Stabhochsprung | 4,35 m        | 18            | nicht qualifiziert | nicht qualifiziert |
| Jiřina Ptáčníková   | Stabhochsprung | 4,35 m        | 18            | nicht qualifiziert | nicht qualifiziert |
| Amálie Švábíková    | Stabhochsprung | NMH           | NMH           | –––                | –––                |
| Kateřina Šafránková | Hammerwurf     | 70,67 m       | 11            | 71,34 m SB         | 11                 |
| Nikola Ogrodníková  | Speerwurf      | 59,99 m       | 17            | nicht qualifiziert | nicht qualifiziert |
| Barbora Špotáková   | Speerwurf      | 64,32 m       | 6             | 66,76 m            | Gold               |

#### Siebenkampf
| Athletin         | Disziplin | 100 m Hürden | Hochsprung | Kugelstoßen | 200 m      | Weitsprung | Speerwurf  | 800 m          | Punkte  | Platz |
| ---------------- | --------- | ------------ | ---------- | ----------- | ---------- | ---------- | ---------- | -------------- | ------- | ----- |
| Kateřina Cachová | Ergebnis  | 13,39 s      | 1,74 m     | 11,84 m     | 24,56 s SB | 6,15 m     | 43,67 m    | 2:15,58 min    | 6070    | 15    |
| Kateřina Cachová | Punkte    | 1069         | 903        | 651         | 928        | 896        | 738        | 885            | 6070    | 15    |
| Eliška Klučinová | Ergebnis  | 14,03 s      | 1,86 m     | 14,80 m SB  | 24,72 s SB | 6,16 m     | 41,91 m SB | 2:13,00 min SB | 6313 SB | 10    |
| Eliška Klučinová | Punkte    | 974          | 1055       | 847         | 913        | 899        | 704        | 921            | 6313 SB | 10    |

### Männer

#### Laufdisziplinen
| Athlet       | Disziplin | Vorlauf     | Vorlauf | Halbfinale  | Halbfinale | Finale             | Finale             |
| Athlet       | Disziplin | Zeit        | Platz   | Zeit        | Platz      | Zeit               | Platz              |
| ------------ | --------- | ----------- | ------- | ----------- | ---------- | ------------------ | ------------------ |
| Pavel Maslák | 400 m     | 45,10 s SB  | 12      | 45,24 s     | 17         | nicht qualifiziert | nicht qualifiziert |
| Jakub Holuša | 1500 m    | 3:42,31 min | 13      | 3:38,05 min | 1          | 3:34,89 min        | 5                  |

#### Sprung/Wurf
| Athlet           | Disziplin      | Qualifikation | Qualifikation | Finale             | Finale             |
| Athlet           | Disziplin      | Weite/Höhe    | Platz         | Weite/Höhe         | Platz              |
| ---------------- | -------------- | ------------- | ------------- | ------------------ | ------------------ |
| Michal Balner    | Stabhochsprung | 5,45 m        | 25            | nicht qualifiziert | nicht qualifiziert |
| Jan Kudlička     | Stabhochsprung | 5,45 m        | 18            | ausgeschieden      | ausgeschieden      |
| Radek Juška      | Weitsprung     | 8,24 m        | 1             | 8,02 m             | 10                 |
| Ladislav Prášil  | Kugelstoßen    | 20,04 m       | 18            | nicht qualifiziert | nicht qualifiziert |
| Tomáš Staněk     | Kugelstoßen    | 20,76 m       | 9             | 21,41 m            | 4                  |
| Petr Frydrych    | Speerwurf      | 86,22 m SB    | 2             | 88,32 m PB         | Bronze             |
| Jaroslav Jílek   | Speerwurf      | 80,97 m       | 16            | nicht qualifiziert | nicht qualifiziert |
| Jakub Vadlejch   | Speerwurf      | 83,87 m       | 9             | 89,73 m PB         | Silber             |
| Vítězslav Veselý | Speerwurf      | 75,50 m       | 26            | nicht qualifiziert | nicht qualifiziert |

#### Zehnkampf
| Athlet        | Disziplin | 100 m   | Weitsprung | Kugelstoßen | Hochsprung | 400 m   | 110 m Hürden | Diskuswurf | Stabhochsprung | Speerwurf  | 1500 m         | Punkte | Platz |
| ------------- | --------- | ------- | ---------- | ----------- | ---------- | ------- | ------------ | ---------- | -------------- | ---------- | -------------- | ------ | ----- |
| Adam Helcelet | Ergebnis  | 11,28 s | 7,03 m     | 14,57 m     | 2,02 m     | 49,51 s | 14,38 s      | 44,71 m SB | 4,90 m         | 71,56 m PB | 4:36,85 min SB | 8222   | 8     |
| Adam Helcelet | Punkte    | 799     | 821        | 763         | 822        | 837     | 926          | 761        | 880            | 913        | 700            | 8222   | 8     |